# Havreholm Papirfabrik
Havreholm Papirfabrik var en dansk papirfabrik i Havreholm, Hornbæk Sogn ved Helsingør. Fabrikkens direktørbolig kendes nu som hotellet Havreholm Slot.
Havreholm udmærker sig som tidlig industriby, idet Gurre Å, der gennemstrømmer byens jorder, har drevet flere vandmøller. I 1555 omtales en vandmølle, der senere fungerede som slibemølle (indtil 1817) for geværfabrikken i Hellebæk. I 1842 oprettedes en vand- og dampdrevet papirfabrik i Havreholm, der senere i Culmsee-familiens eje blev ganske kendt, ikke mindst under Valdemar Culmsee, der i 1872 lod opføre sin prangende, historicistiske privatbolig, der snart blev kendt som "Slottet"; i dag hotellet og kursuscentret Havreholm Slot. Det var dog faderen, Frederik L. Culmsee, der i sommeren 1866 lagde bolig til forfatteren og maleren Holger Drachmanns kærlighed til datteren Polly. Havreholm Papirfabrik indgik i 1889 i De forenede Papirfabrikker og blev lukket. En vanddrevet trævarefabrik indrettedes i fabriksbygningerne. Disse nedbrændte i 1897 og blev ikke genopført i Havreholm, men derimod ved Kvistgård Station. 